# Auloniades

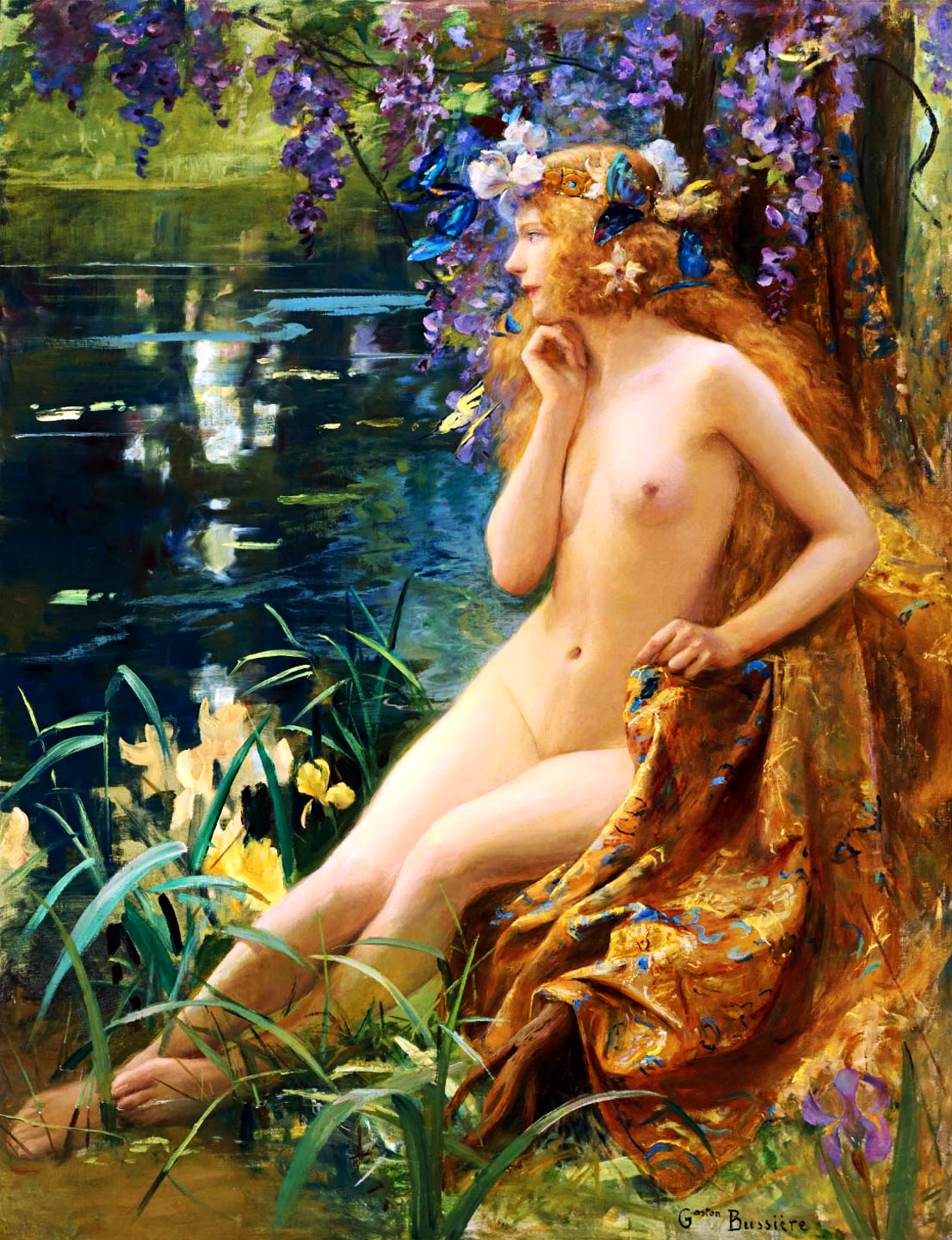
Peinture d'une nymphe par Gaston Bussière.

Dans la mythologie grecque, les auloniades sont, tout comme les napées, les nymphes des bosquets et des vallées.
Leur nom vient du grec ancien Αὐλωνιάς / Aulônias, « habitante ou nymphe des vallons » qui vient de αὐλών / aulôn, « vallon creux entre deux montagnes, ravin ».
Les noms des différentes espèces de nymphes varient en fonction de leurs demeures naturelles. Ce sont des nymphes protectrices des vallons.